# Igor Jelnikar
Igor Jelnikar (27 febbraio 1937 – 11 luglio 2024) è stato un cestista jugoslavo.

## Carriera
Con la Jugoslavia disputò i Campionati europei del 1959.

## Palmarès
- YUBA liga: 5

AŠK Lubiana: 1957, 1959, 1961, 1962, 1966